# Seznam vrcholů v Čierné hoře

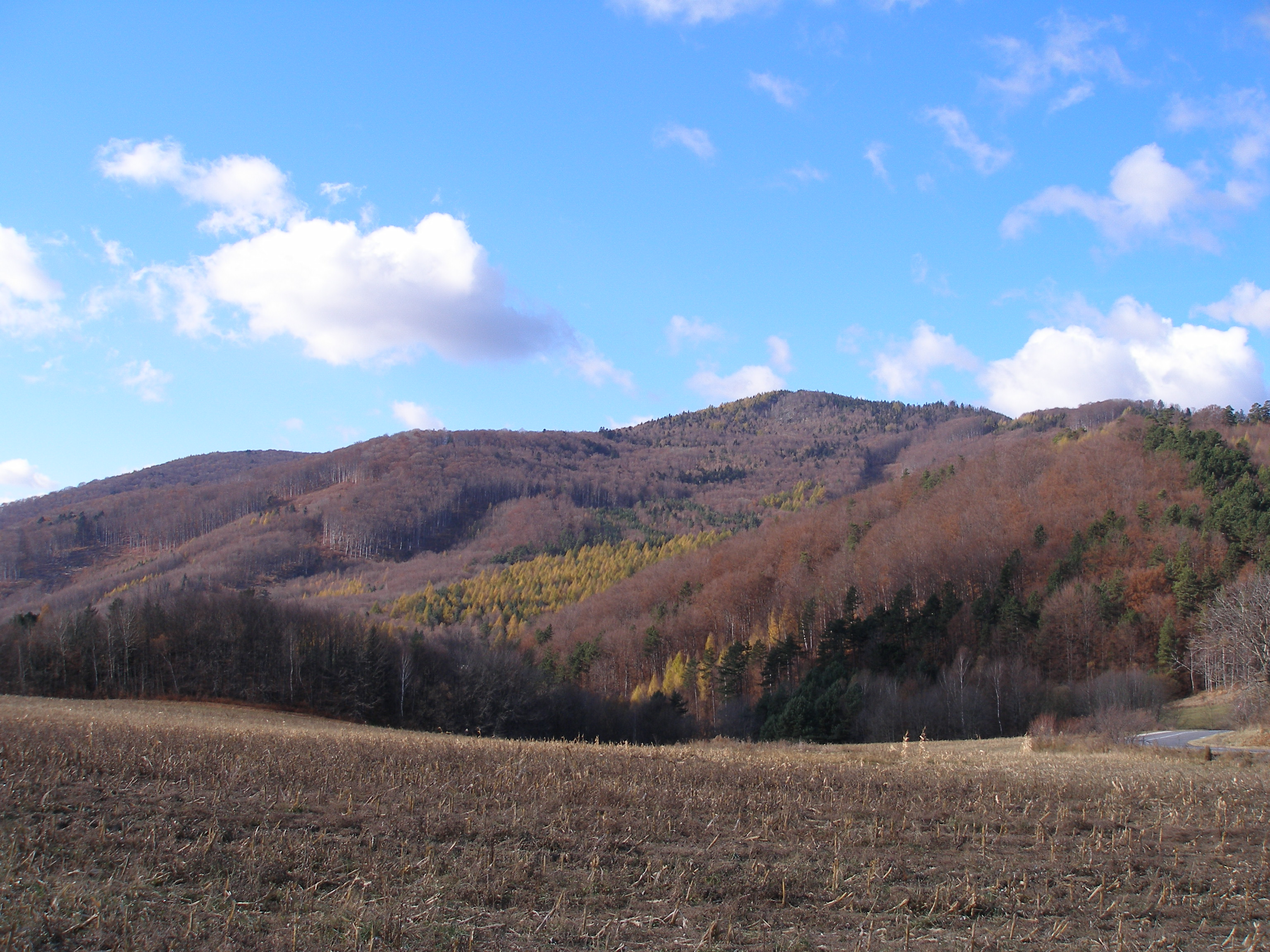
Roháčka (1 029 m)

Seznam vrcholů v Čierné hoře zahrnuje pojmenované vrcholy s nadmořskou výškou nad 700 m. K sestavení seznamu bylo použito map dostupných na stránkách hiking.sk. Jako hranice pohoří byla uvažována hranice stejnojmenného geomorfologického celku.

## Seznam vrcholů
| #   | Vrchol          | Výška (m) | Souřadnice                       | Podcelek         | Přístup                 |
| --- | --------------- | --------- | -------------------------------- | ---------------- | ----------------------- |
| 1.  | Roháčka         | 1 029     | 48°55′26″ s. š., 21°00′45″ v. d. | Roháčka          | modrá turistická značka |
| 2.  | Vysoký vrch     | 851       | 48°49′29″ s. š., 21°09′23″ v. d. | Pokryvy          | neznačeno               |
| 3.  | Hradisko        | 828       | 48°56′09″ s. š., 21°01′30″ v. d. | Roháčka          | neznačeno               |
| 4.  | Bokšovská skala | 810       | 48°51′43″ s. š., 21°07′51″ v. d. | Pokryvy          | neznačeno               |
| 5.  | Biela skala     | 807       | 48°49′12″ s. š., 21°09′50″ v. d. | Pokryvy          | neznačeno               |
| 6.  | Holice          | 806       | 48°51′10″ s. š., 21°08′22″ v. d. | Pokryvy          | neznačeno               |
| 7.  | Koľvek          | 800       | 48°56′22″ s. š., 20°58′49″ v. d. | Roháčka          | neznačeno               |
| 8.  | Suchý vrch      | 799       | 48°53′16″ s. š., 21°05′02″ v. d. | Bujanovské vrchy | neznačeno               |
| 9.  | Spálený vrch    | 797       | 48°50′28″ s. š., 21°07′21″ v. d. | Pokryvy          | neznačeno               |
| 10. | Prielohy        | 788       | 48°50′13″ s. š., 21°09′24″ v. d. | Pokryvy          | neznačeno               |
| 11. | Sivec           | 781       | 48°50′55″ s. š., 21°06′01″ v. d. | Pokryvy          | žlutá turistická značka |
| 12. | Šľuchta         | 781       | 48°52′36″ s. š., 21°01′48″ v. d. | Bujanovské vrchy | neznačeno               |
| 13. | Čečatová        | 773       | 48°48′20″ s. š., 21°11′00″ v. d. | Pokryvy          | neznačeno               |
| 14. | Bystrá          | 766       | 48°54′20″ s. š., 21°03′10″ v. d. | Bujanovské vrchy | neznačeno               |
| 15. | Bujanov         | 757       | 48°52′27″ s. š., 21°03′44″ v. d. | Bujanovské vrchy | neznačeno               |
| 16. | Kozinec         | 750       | 48°53′16″ s. š., 21°03′57″ v. d. | Bujanovské vrchy | neznačeno               |